# 圆果假卫矛
圆果假卫矛（学名：Microtropis sphaerocarpa）是卫矛科假卫矛属的植物，是中国的特有植物。分布于中国大陆的云南等地，生长于海拔1,200米的地区，多生长在林缘处，目前尚未由人工引种栽培。